# Karabiner 98k
Karabiner 98 Kurz (často zkráceno jako Kar98k, K98 nebo K98k) je opakovací puška komorovaná pro náboj 7,92 × 57 mm Mauser. Do výzbroje byla přijata 21. června 1935 jako standardní služební puška německého Wehrmachtu. Šlo o jednu z posledních zbraní dlouhého vývoje řady vojenských pušek Mauser a nejrozšířenější typ německé opakovací pušky v tomto období.
Ačkoli byla během druhé světové války doplňována poloautomatickými a plně automatickými puškami, zůstala hlavní německou služební puškou až do konce války v roce 1945. Na konci druhé světové války byly Sovětským svazem ukořistěny miliony kusů a poté široce distribuovány jako vojenská pomoc. Karabiner 98k se proto nadále objevuje v konfliktech po celém světě.

## Popis

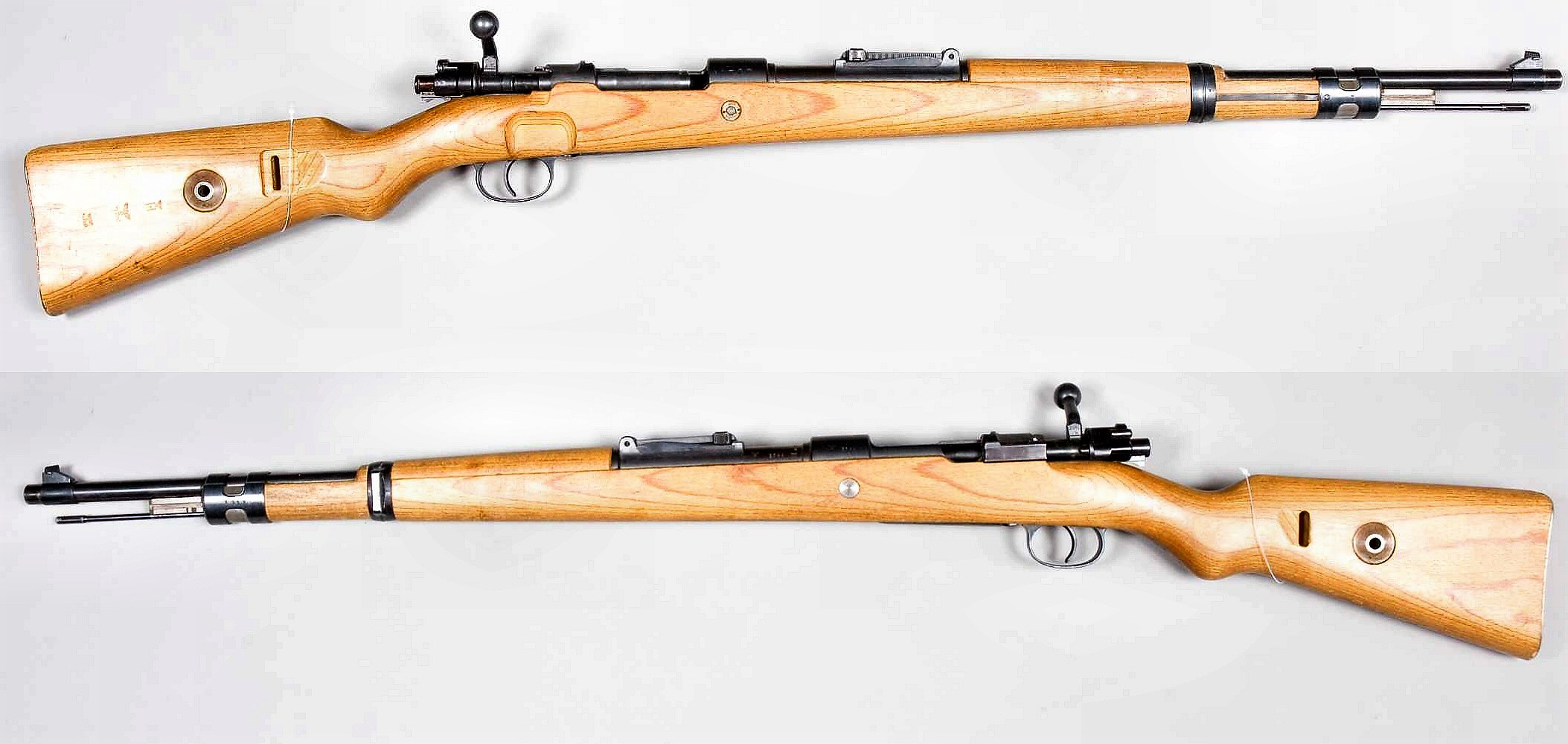
Karabiner 98k vyrobená roku 1940

Mauser Kar 98k – Karabiner Modell 1898 Kurz (Karabina vzor 1898 krátká) je opakovací puška ráže 7,92 mm s válcovým odsuvným závěrem se třemi uzamykacími ozuby, ovládaným pákou, systému Mauser.
Byla navržena a do výzbroje německé Branné moci zavedena v roce 1935, a v zásadě je svou funkcí shodná s předchozími puškami systému Mauser do té doby zavedenými v německé armádě, Gewehr 98 a Karabiner 98b, od obou se odlišuje kratší délkou hlavně a na rozdíl od Gew 98 má dolů ohnutou páku závěru. Ve srovnání s puškami 98 má rovněž zdokonalený způsob plnění nábojové schránky a změněnou konstrukci podavače nábojů, který po vystřelení posledního náboje zabrání zavření závěru.
Na zbraň lze upevnit bajonet a puška byla uzpůsobitelná i pro vystřelování puškových granátů. V průběhu válečné výroby bylo provedeno množství úprav a výrobních zjednodušení (pažby z lacinějších druhů dřeva nebo z překližky, pokusně i z plastu, nábojové schránky z plechu, zjednodušení objímek hlavně apod.)

## Služba

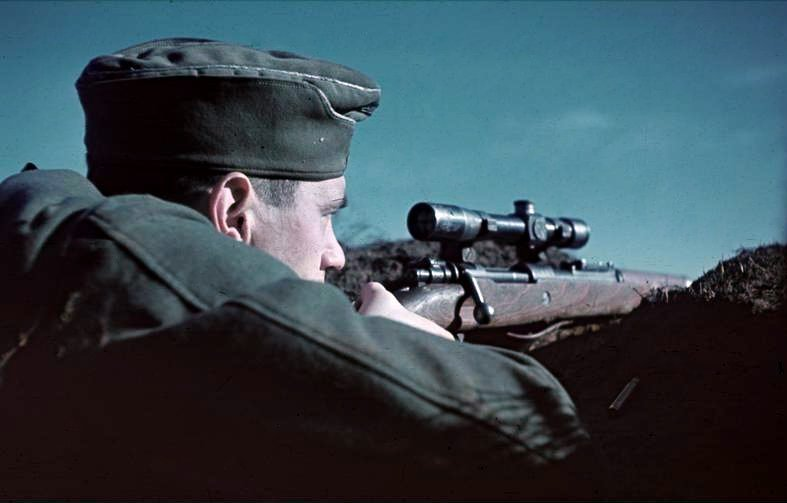
Německý odstřelovač vybavený Kar 98k během bitvy u Stalingradu

Byla standardní puškou německých pozemních sil po dobu druhé světové války, ačkoliv vedle ní v menších množstvích sloužily i jiné pušky systému Mauser, ať starší typy Kar 98b či zbraně Německem ukradené v okupovaných evropských zemích. Na sklonku války začala být Kar 98k doplňována i samonabíjecími puškami vzor 1941 a 1943 či útočnou puškou StG 44, nicméně jejich výroba nikdy nedosáhla takového počtu, aby jimi mohla být Kar 98k plně nahrazena.
Po válce pokračovaly v jejím používání dříve okupované evropské země, na jejichž území zůstaly značné počty těchto pušek, případně i výrobní zařízení pro ně. Mezi tyto státy patřilo i Československo, které je používalo pod označením puška vz. 98N. současně je i vyváželo, například do nově vznikajícího státu Izrael, který je u druholiniových jednotek používal až do šedesátých let, ovšem po roce 1958 přerážované pro náboj 7,62 x 51 mm NATO.

## Současnost

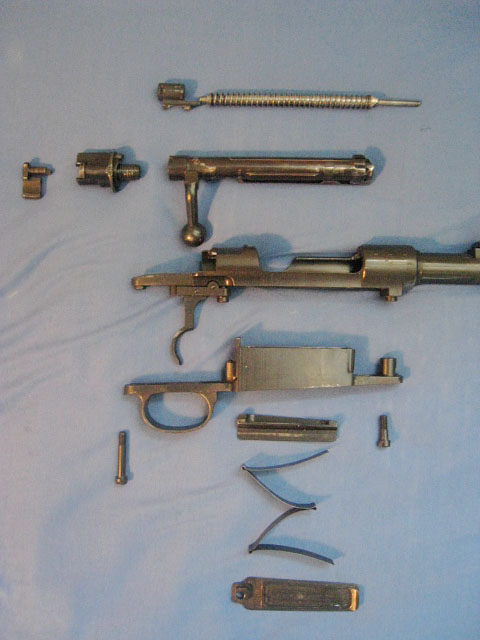
Rozebraný mechanismus pušky Kar98k

I v současné době se lze někdy setkat s původní puškou Kar 98k jako loveckou nebo sportovní zbraní, ačkoli nejčastěji je pouze cenným sběratelským objektem. V některých případech se však stalo, že, zejména v méně rozvinutých oblastech světa, byla nalezena Kar 98k jako zbraň používaná povstaleckými ozbrojenými silami.

## Uživatelé
- Čína[3]
- Tchaj-wan[4]
- Chorvatsko[5]
- Československo (po r. 1945)[3]
- Dánsko[3]
- NDR[3]
- Finsko: Nakoupeno od Němců. Hlavně využívány s násadcovým granátem[zdroj?]
- Francie[3]
- Německo[3]
- Indonésie:[6] Používány kořistné holandské zbraně v době revoluce.
- Izrael[3]
- Lucembursko: Stráž používala kořistné K98k v roce 1945, později vyměněny za pušky Ross ve stejný rok.[7]
- Nacistické Německo[8]
- Norsko[9]
- Nizozemsko: Po 2. Světové.
- Portugalsko[10]
- San Marino: stále ve službě stráží.
- Srbsko[5]
- Slovensko[11]
- Švédsko: Dovezeno 5 000 ks pušek Kar 98k v roce 1939.[12]
- Turecko[6]
- Jugoslávie[3]
- Pákistán (po r. 1945)
- Etiopie: Habešští patrioti používali kořistné K98k proti okupačním silám Osy.[13]